# Папир, Ханс-Юрген
Ханс-Юрген Папир (нем. Hans-Jürgen Papier; род. 6 июля 1943, Берлин) — немецкий юрист и государственный деятель, председатель Конституционного суда Германии (2002—2010).

## Биография
Ханс-Юрген Папир родился 6 июля 1943 года в Берлине. В 1967 году защитил докторскую диссертацию в Свободном университете Берлина. В 1971 году он сдал второй государственный экзамен по юриспруденции. 
В 1973 году он получил абилитацию на основе второй диссертации по вопросам, касающимся конституционного права Германии.

## Карьера
С 1974 года Папир преподавал конституционное право в Билефельдском университете. В 1992 году он переехал в Мюнхен, чтобы преподавать конституционное и административное право в Мюнхенском университете.
В 1998 году Папир, член консервативной партии Христианско-социальный союз, стал вице-президентом Федерального конституционного суда Германии. Когда председатель Ютта Лимбах ушла в отставку со своего поста в 2002 году, Папир занял её должность.
Папир часто публично комментировал вопросы конституционного права, но обычно избегал комментариев, касающихся прочих политических вопросов. Одно из немногих исключений из этого произошло после выборов 2005 года, когда Папир попросил партии Германии усердно работать, чтобы не потерять доверие немецкого электората.
После ухода с должности в 2010 году Папир продолжил карьеру. С 2014 по 2016 год он входил в консультативный совет по внутренним реформам крупнейшей в Европе автомобильной ассоциации ADAC.